# Tahrif
Taḥrīf (em árabe: تحريف, "distorção, alteração") é um termo árabe usado por muçulmanos para as alterações que a tradição islâmica afirma que judeus e cristãos têm feito em manuscritos bíblicos, especificamente aqueles que compõem o Tawrat (ou Torá), Zabur (possivelmente Salmos) e Injil (ou Evangelho). Estudiosos muçulmanos tradicionais, com base no Alcorão e em outras tradições, afirmam que judeus e cristãos mudaram a palavra de Deus.